# Tales from the Strip
Tales from the Strip è il nono album degli L.A. Guns, uscito il 16 agosto 2005 per l'etichetta discografica Shrapnel Records.

## Tracce
1. It Don't Mean Nothing (Blades, Hamilton, Lewis, Riley) 5:06
2. Electric Neon Sunset (Blades, Hamilton, Lewis, Riley) 4:40
3. Gypsy Soul (Blades, Hamilton, Lewis, Riley) 3:04
4. Original Sin (Blades, Hamilton, Lewis, Riley) 4:25
5. Vampire (Blades, Hamilton, Lewis, Neilson, Riley) 4:22
6. Hollywood's Burning (Blades, Hamilton, Lewis, Riley) 3:44
7. 6.9 Earthshaker (Blades, Hamilton, Lewis, Riley) 4:06
8. Rox Baby Girl (Blades, Hamilton, Lewis, Riley) 4:12
9. Crazy Motorcycle (Blades, Hamilton, Lewis, Riley) 4:19
10. Skin (Blades, Gray, Hamilton, Lewis, Riley) 3:11
11. Shame (Blades, Hamilton, Lewis, Riley) 4:53
12. Resurrection (Blades, Hamilton, Lewis, Riley) 3:45
13. Amanecer (Blades, Hamilton, Lewis, Riley) 3:12
14. (Can't Give You) Anything Better Than Love (Blades, Hamilton, Lewis, Riley) 4:45

## Formazione
- Phil Lewis - voce
- Stacey Blades - chitarra
- Adam Hamilton - basso
- Steve Riley - batteria